# Adenomera guarayo
Adenomera guarayo — вид жаб родини свистунових (Leptodactylidae). Описаний у 2020 році.

## Поширення
Вид поширений на південному сході Перу та на півночі Болівії.